# 東方彎貝介
東方彎貝介（学名：Loxoconcha orientalica）为彎貝介科彎貝介屬下的一个种。